# Kirsten Flipkens
Kirsten Flipkens (* 10. Januar 1986 in Geel) ist eine ehemalige belgische Tennisspielerin.

## Karriere

### Frühe Erfolge: 2003 bis 2006
Flipkens, die im Alter von vier Jahren mit dem Tennisspielen begann, war eine exzellente Juniorin. 2002 spielte sie bereits erste kleinere Turniere auf der ITF Women’s World Tennis Tour und gewann zwei Titel. Im selben Jahr durfte sie bereits mit einer Wildcard an der Qualifikation für das WTA Premier-Turnier in Antwerpen teilnehmen. 2003 konnte sie dann sowohl in Wimbledon als auch bei den US Open die Einzelkonkurrenz der Juniorinnen für sich entscheiden, zuvor gewann sie bei den US Open 2002 bereits den Juniorentitel im Doppel. Am Jahresende war sie Juniorenweltmeisterin der ITF und erreichte Anfang 2004 die Nummer eins der Juniorinnen-Weltrangliste. Im gleichen Jahr wurde sie in der Bundesliga mit dem TC Moers 08 deutsche Mannschaftsmeisterin und gewann in Innsbruck ihren ersten Titel der $50.000-Kategorie auf ITF Women’s World Tennis Tour.
2005 gab Flipkens bei den French Open ihren Einstand in der Qualifikation eines Grand-Slam-Turniers bei den Damen, unterlag aber bereits in ihrem Auftaktmatch. Auf einem weiteren ITF-Titel der $25.000-Kategorie in Las Palmas im Frühjahr 2006, folgte in Paris Flipkens erste Sieg im Hauptfeld eines Grand-Slam-Turniers. Nachdem sie in der Abschlussrunde der Qualifikation noch in der Verlängerung des entscheidenden Satzes gegen Virginie Pichet verloren hatte, konnte sie die Französin zwei Tage später als nachrückende Lucky Loserin in der ersten Runde des Hauptfelds glatt schlagen, bevor ihr in der Runde darauf gegen Flavia Pennetta nur ein Spielgewinn gelang. In New York qualifizierte sie sich 2007 erstmals regulär für das Hauptfeld und besiegte dort zum Turnierbeginn Latisha Chan; in der zweiten Runde scheiterte sie an Jelena Janković. Im Anschluss gelang ihr erstmals der Sprung in die Top 100 der Weltrangliste.

### Verletzungssorgen und Comebacks: 2007 bis 2012
Im folgenden Jahr laborierte Flipkens an Problemen mit dem Handgelenk und musste im Sommer eine mehrmonatige Pause einlegen. Aufgrund des dadurch resultierenden Absturzes in der Weltrangliste, versuchte sie, sich 2008 wieder über Siege auf der ITF-Tour nach vorne zu arbeiten. Beim $75.000-Turnier in Marseille gewann sie ihren bis dahin größten Titel und schloss die Saison an der Schwelle zu den Top 100 ab. 2009 konnte sie im Hauptfeld aller vier Grand-Slam-Turniere mindestens ein Match gewinnen; in Wimbledon Championships 2009/Dameneinzel und bei den US Open erreichte sie sogar die dritte Runde, in der sie erst Dinara Safina sowie Kim Clijsters unterlag. Zum Saisonabschluss in Luxemburg stand sie aus der Qualifikation kommend zum ersten Mal im Viertelfinale eines WTA-Turniers und verlor dort gegen Yanina Wickmayer. Trotzdem konnte sie die Saison erstmals unter den Top 100 der Welt abschließen.
2010 war Flipkens erste volle Saison auf der WTA Tour. In Indian Wells erreichte sie nach einem deutlichen Sieg über Aleksandra Wozniak die dritte Runde, wo sie Jelena Dementjewa unterlag. In ’s-Hertogenbosch stieß sie infolge eines glatten Zweisatzsieges über Dominika Cibulková erstmals in ein WTA-Halbfinale vor, das sie gegen Andrea Petković verlor. Mit Platz 59 erzielte sie im Anschluss ihre bis dahin höchste Weltranglistenposition. Aufgrund anhaltender Handgelenksbeschwerden, entschied sie sich Ende des Jahres für eine Operation. Trotz des erfolgreichen Eingriffs verlief das folgende Jahr enttäuschend für die Belgierin. Nachdem sie in Fès ihr zweites Halbfinale auf der WTA Tour gespielt hatte, gewann Flipkens bis zum Ende des Jahres nur noch drei weitere Matches und fiel in der Weltrangliste weit zurück.
Im April 2012 entdeckten die Ärzte ein bedrohliches Blutgerinnsel in ihrer Wade, weshalb sie zwei Monate aussetzen musste. Bei ihrer Rückkehr auf die WTA Tour erreichte sie in ’s-Hertogenbosch auf Anhieb das Halbfinale und schlug dabei in Runde zwei mit Samantha Stosur erstmals eine Top-10-Spielerin; in der Runde der letzten vier unterlag sie Nadja Petrowa. Es folgten zunächst zwei weitere kleinere ITF-Titel in Middelburg und Rebecq sowie im Herbst ihr erster und bisher einziger Triumph auf der WTA Tour Québec nach einem Zweisatzerfolg im Endspiel gegen Lucie Hradecká. In Linz erreichte sie am Ende der Saison noch einmal als Qualifikantin das Halbfinale, nachdem sie Ana Ivanović in der Runde der letzten Acht noch einmal klar bezwungen hatte, unterlag dort jedoch Julia Görges in drei Sätzen. Mit Position 54 errang Flipkens 2012 ihre bis dahin beste Jahresendplatzierung.

### Aufstieg in die Weltklasse: 2013
2013 markierte für Flipkens ihre mit Abstand erfolgreichste Saison auf der WTA Tour. Nach dem Erreichen der vierten Runde in Melbourne, ließ sie mit ihrer Viertelfinalteilnahme in Miami und einem Sieg über Petra Kvitová aufhorchen. In ’s-Hertogenbosch stand sie zu Beginn der Rasensaison in ihrem zweiten WTA-Endspiel, in dem sie sich Simona Halep geschlagen geben musste. Der große internationale Durchbruch folgte dann mit dem Halbfinale in Wimbledon, das sie nach ihrem zweiten Saisonsieg über Kvitová erreichte, ehe sie sich der späteren Siegerin Marion Bartoli deutlich geschlagen geben musste. Im Anschluss erzielte sie mit Rang 13 ihre höchste Karriereplatzierung. Auch wenn ihre Formkurve gegen Ende des Jahres nach unten ging, beendete sie die Saison in den Top 20 der Welt und wurde zu Belgiens Sportlerin des Jahres gewählt.

### Seit 2014
Flipkens ist es nicht mehr gelungen, den sensationellen Erfolg der Rasenplatzsaison 2013 zu wiederholen. Stattdessen etablierte sie sich als solide WTA-Spielerin mit punktuell guten Ergebnissen bei kleinen WTA-Turnieren, ohne je wieder in die erweiterte Weltspitze vorzudringen. 2014 erreichte sie in der ersten Woche des Jahres ihr einziges WTA-Halbfinale des Jahres, in dem sie Ana Ivanović unterlag. Des Weiteren erreichte sie in Miami noch einmal das Achtelfinale sowie die dritte Runde in London, in der sie an Angelique Kerber scheiterte. In der darauffolgenden Saison stieß sie in Istanbul sowie in Linz noch einmal ins Halbfinale vor, unterlag dort aber jeweils den späteren Siegerinnen Lessja Zurenko und Anastassija Pawljutschenkowa. 2016 verlor sie in Monterrey ihr drittes Tour-Finale gegen Heather Watson in drei Sätzen, überraschte jedoch in der ersten Runde beim WTA-Turnier auf Mallorca mit einem Erfolg über Top-10-Spielerin Garbiñe Muguruza sowie anschließendem Einzug ins Halbfinale. Beim Turnier der Olympischen Sommerspiele in Rio de Janeiro konnte sie mit Venus Williams zum Auftakt eine weitere Spielerin aus des besten 10 der Welt ausschalten, verlor jedoch im Achtelfinale gegen Laura Siegemund. Im Doppel ging sie mit Yanina Wickmayer für Belgien an den Start; die beiden schieden in der zweiten Runde in drei Sätzen gegen die Spanierinnen Garbiñe Muguruza und Carla Suárez Navarro aus.
In Seoul gewann sie dann an der Seite von Johanna Larsson ihren ersten WTA-Titel im Doppel. Bei den French Open 2017 stand sie gemeinsam mit Francesca Schiavone erstmals im Viertelfinale eines Grand-Slam-Turniers, in dem sie erst den späteren Titelträgerinnen Bethanie Mattek-Sands und Lucie Šafářová unterlagen. In ’s-Hertogenbosch folgte dann mit Dominika Cibulková der zweite WTA-Titel im Doppel.
2018 gelang Flipkens die Rückkehr in die Top 50 der Weltrangliste. Nach dem Einzug ins Halbfinale in Nürnberg, erreichte sie in ’s-Hertogenbosch, unter anderem nach Erfolgen über Aryna Sabalenka und Kiki Bertens, ihr zweites Einzelfinale nach 2013, in dem sie erneut, dieses Mal an Aleksandra Krunić scheiterte. Auf der ITF-Tour hingegen gelang ihr in Southsea nach einem Endspielerfolg über Katie Boulter ihr bis dahin größter Titel. Besser lief es für Flipkens im Doppel, wo sie bei den Samsung Open 2018 in Lugano gemeinsam mit ihrer Landsfrau Elise Mertens ihren dritten WTA-Titel holte, auf den in Linz, erneut an der Seite von Larsson, der vierte folgte. Zusammen mit der Schwedin konnte sie bei den French Open im Folgejahr ihr erstes Grand-Slam-Halbfinale feiern, in dem sie den Chinesinnen Duan Yingying und Zheng Saisai unterlagen. Im Anschluss darin gewannen die beiden noch die Doppelkonkurrenz beim WTA-Turnier in Mallorca. Im Einzel konnte Flipkens auch die Saison 2019 dank eines guten Endspurts mit dem Erreichen des Viertelfinals beim Kremlin Cup in Moskau sowie ihrem ersten Triumph bei einem Turnier der WTA Challenger Series in Houston im Finale über Coco Vandeweghe als achtes Jahr in Folge in den Top 100 der Welt beenden.
Seit 2003 spielt Kirsten Flipkens für die belgische Fed-Cup-Mannschaft und bestritt seitdem 48 Partien für ihr Land im Einzel und Doppel, von denen sie 17 gewinnen konnte (Einzelbilanz 14:20). Mit mittlerweile 16 Jahren am Stück im belgischen Team ist sie nationale Rekordhalterin und wurde dafür bereits 2016 mit dem Fed Cup Commitment Award ausgezeichnet.
Am 30. Juni 2022 verabschiedete sich Flipkens nach dem verlorenen Zweitrundenmatch gegen Simona Halep beim Turnier in Wimbledon von Publikum und ihrer Profikarriere als Einzelspielerin. Ein Jahr später absolvierte sie an selber Stelle auch ihren letzten Auftritt als Doppelspielerin, nachdem sie dort noch einmal ins Achtelfinale eingezogen war.

## Turniersiege

### Einzel
| Nr. | Datum              | Turnier     | Kategorie         | Belag           | Finalgegnerin        | Ergebnis      |
| --- | ------------------ | ----------- | ----------------- | --------------- | -------------------- | ------------- |
| 1.  | 4. August 2002     | Pétange     | ITF $10.000       | Sand            | Tanja Hirschauer     | 4:6, 6:2, 6:1 |
| 2.  | 18. August 2002    | Koksijde    | ITF $10.000       | Sand            | Michelle Gerards     | 6:4, 7:64     |
| 3.  | 4. April 2004      | Neapel      | ITF $10.000       | Sand            | Mandy Minella        | 5:7, 6:3, 6:1 |
| 4.  | 25. Juli 2004      | Innsbruck   | ITF $50.000       | Sand            | Michaela Paštiková   | 6:2, 6:3      |
| 5.  | 14. August 2005    | Hechingen   | ITF $25.000       | Sand            | Magdaléna Rybáriková | 6:4, 6:3      |
| 6.  | 5. März 2006       | Las Palmas  | ITF $25.000       | Hartplatz       | Alla Kudrjawzewa     | 6:1, 6:4      |
| 7.  | 2. März 2008       | Buchen      | ITF $10.000       | Teppich (Halle) | Sandra Záhlavová     | 6:1, 3:6, 6:4 |
| 8.  | 30. März 2008      | Tessenderlo | ITF $25.000       | Sand (Halle)    | Caroline Maes        | 7:5, 6:1      |
| 9.  | 15. Juni 2008      | Marseille   | ITF $75.000       | Sand            | Stéphanie Foretz     | 7:64, 6:4     |
| 10. | 19. Juli 2009      | Zwevegem    | ITF $25.000       | Sand            | Yurika Sema          | 6:3, 6:3      |
| 11. | 8. Juli 2012       | Middelburg  | ITF $25.000       | Sand            | Aravane Rezaï        | 6:0, 6:1      |
| 12. | 5. August 2012     | Rebecq      | ITF $25.000       | Sand            | Myrtille Georges     | 6:2, 6:1      |
| 13. | 16. September 2012 | Québec      | WTA International | Teppich (Halle) | Lucie Hradecká       | 6:1, 7:5      |
| 14. | 29. Juni 2018      | Southsea    | ITF $100.000      | Rasen           | Katie Boulter        | 6:4, 5:7, 6:3 |
| 15. | 17. November 2019  | Houston     | WTA Challenger    | Hartplatz       | Coco Vandeweghe      | 7:64, 6:4     |

### Doppel
| Nr. | Datum              | Turnier          | Kategorie         | Belag             | Partnerin          | Finalgegnerinnen                                | Ergebnis         |
| --- | ------------------ | ---------------- | ----------------- | ----------------- | ------------------ | ----------------------------------------------- | ---------------- |
| 1.  | 16. August 2003    | Koksijde         | ITF $10.000       | Sand              | Elke Clijsters     | Zuzana Cerná Vladimíra Uhlířová                 | 6:2, 6:4         |
| 2.  | 25. September 2016 | Seoul            | WTA International | Hartplatz         | Johanna Larsson    | Akiko Omae Peangtarn Plipuech                   | 6:2, 6:3         |
| 3.  | 17. Juni 2017      | ’s-Hertogenbosch | WTA International | Rasen             | Dominika Cibulková | Kiki Bertens Demi Schuurs                       | 4:6, 6:4, [10:6] |
| 4.  | 15. April 2018     | Lugano           | WTA International | Sand              | Elise Mertens      | Wera Lapko Aryna Sabalenka                      | 6:1, 6:3         |
| 5.  | 29. Juni 2018      | Southsea         | ITF $100.000      | Rasen             | Johanna Larsson    | Alicja Rosolska Abigail Spears                  | 6:4, 3:6, [11:9] |
| 6.  | 15. Oktober 2018   | Linz             | WTA International | Hartplatz (Halle) | Johanna Larsson    | Raquel Atawo Anna-Lena Grönefeld                | 4:6, 6:4, [10:5] |
| 7.  | 23. Juni 2019      | Mallorca         | WTA International | Rasen             | Johanna Larsson    | María José Martínez Sánchez Sara Sorribes Tormo | 6:2, 6:4         |
| 8.  | 16. Oktober 2022   | Cluj-Napoca      | WTA 250           | Hartplatz (Halle) | Laura Siegemund    | Kamilla Rachimowa Jana Sisikowa                 | 6:3, 7:5         |
| 9.  | 14. Januar 2023    | Hobart           | WTA 250           | Hartplatz         | Laura Siegemund    | Viktorija Golubic Panna Udvardy                 | 6:4, 7:5         |

## Abschneiden bei Grand-Slam-Turnieren

### Einzel
| Turnier         | 2004 | 2005 | 2006 | 2007 | 2008 | 2009 | 2010 | 2011 | 2012 | 2013 | 2014 | 2015 | 2016 | 2017 | 2018 | 2019 | 2020 | 2021 | 2022 | Karriere |
| --------------- | ---- | ---- | ---- | ---- | ---- | ---- | ---- | ---- | ---- | ---- | ---- | ---- | ---- | ---- | ---- | ---- | ---- | ---- | ---- | -------- |
| Australian Open | —    | —    | —    | 1    | —    | 2    | 1    | 1    | Q3   | AF   | 2    | 1    | 2    | 1    | 2    | 1    | 1    | 1    | 1    | AF       |
| French Open     | —    | Q1   | 2    | —    | Q2   | 2    | 2    | 1    | —    | 2    | 2    | 1    | 1    | 2    | 2    | 1    | 1    | —    | —    | 2        |
| Wimbledon       | Q2   | Q3   | 1    | —    | Q2   | 3    | 2    | 1    | —    | HF   | 3    | 2    | 2    | 2    | 2    | 2    |      | —    | 2    | HF       |
| US Open         | —    | Q1   | 2    | —    | Q2   | 3    | 1    | Q1   | 2    | 1    | 1    | 1    | 1    | 2    | 2    | 2    | 2    | —    | —    | 3        |

Zeichenerklärung: S = Turniersieg; F, HF, VF, AF = Einzug ins Finale / Halbfinale / Viertelfinale / Achtelfinale; 1, 2, 3 = Ausscheiden in der 1. / 2. / 3. Hauptrunde; Q1, Q2, Q3 = Ausscheiden in der 1. / 2. / 3. Qualifikationsrunde; nicht ausgetragen

### Doppel
| Turnier         | 2010 | 2011 | 2012 | 2013 | 2014 | 2015 | 2016 | 2017 | 2018 | 2019 | 2020 | 2021 | 2022 | 2023 | Karriere |
| --------------- | ---- | ---- | ---- | ---- | ---- | ---- | ---- | ---- | ---- | ---- | ---- | ---- | ---- | ---- | -------- |
| Australian Open | 1    | 1    | —    | 1    | 1    | 2    | AF   | 2    | 1    | AF   | 2    | 2    | VF   | 1    | VF       |
| French Open     | 1    | —    | —    | —    | 2    | —    | 2    | VF   | 2    | HF   | 2    | —    | 2    | 2    | HF       |
| Wimbledon       | 1    | —    | —    | 2    | 1    | —    | 1    | AF   | AF   | 2    |      | —    | AF   | AF   | AF       |
| US Open         | 1    | —    | 1    | 2    | 1    | 2    | 1    | 1    | 1    | 1    | 1    | —    | VF   | —    | VF       |

### Mixed
| Turnier         | 2006 | 2007 | 2008 | 2009 | 2010 | 2011 | 2012 | 2013 | 2014 | 2015 | 2016 | 2017 | 2018 | 2019 | 2020 | 2021 | 2022 | 2023 | Karriere |
| --------------- | ---- | ---- | ---- | ---- | ---- | ---- | ---- | ---- | ---- | ---- | ---- | ---- | ---- | ---- | ---- | ---- | ---- | ---- | -------- |
| Australian Open | —    | —    | —    | —    | —    | —    | —    | —    | —    | —    | —    | —    | —    | —    | 1    | —    | 1    | 1    | 1        |
| French Open     | —    | —    | —    | —    | —    | —    | —    | 1    | —    | —    | —    | —    | —    | —    |      | —    | —    | —    | 1        |
| Wimbledon       | 2    | —    | —    | —    | —    | —    | —    | —    | —    | —    | —    | 2    | AF   | —    |      | —    | —    | 1    | AF       |
| US Open         | —    | —    | —    | —    | —    | —    | —    | —    | —    | —    | —    | —    | —    | AF   |      | —    | F    | —    | F        |